# Betonblok

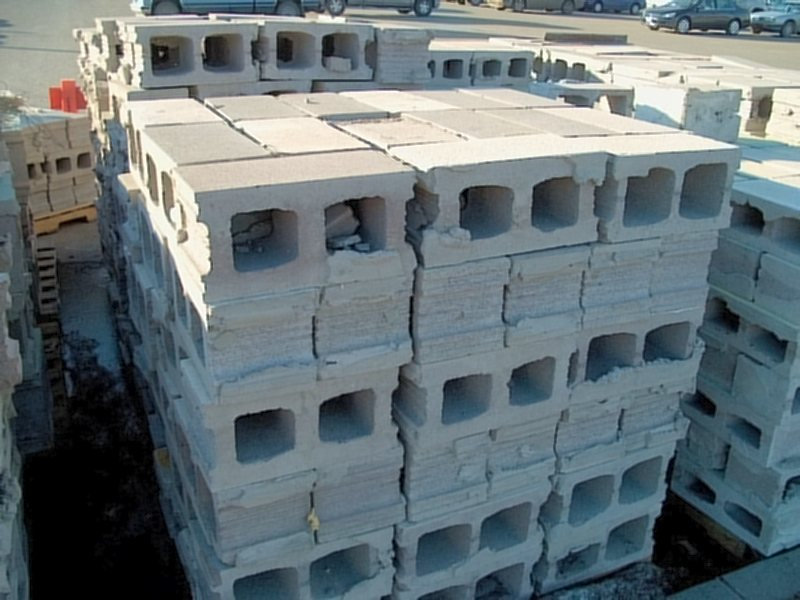
Een stapel betonblokken

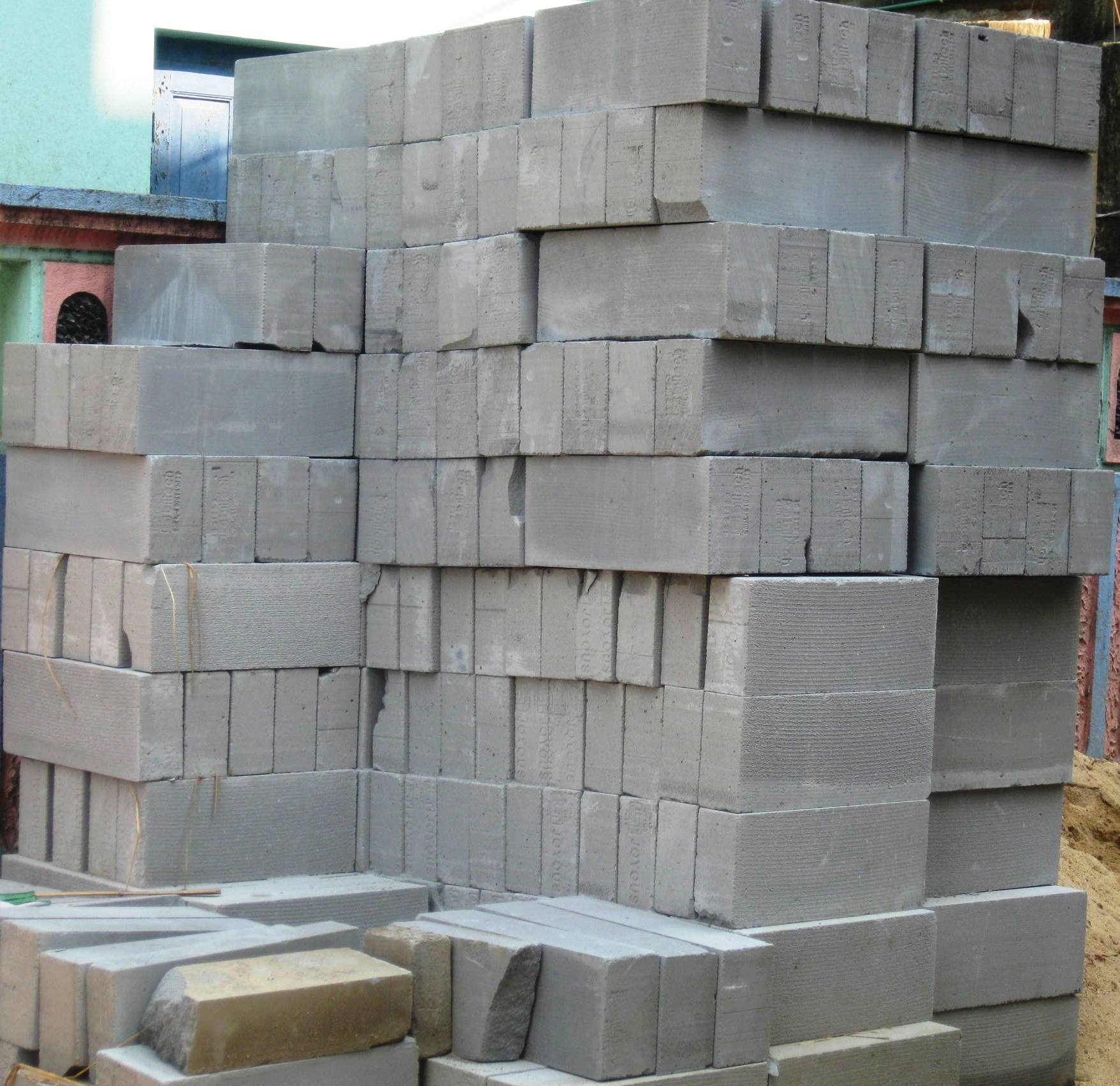
Betonnen metselblokken

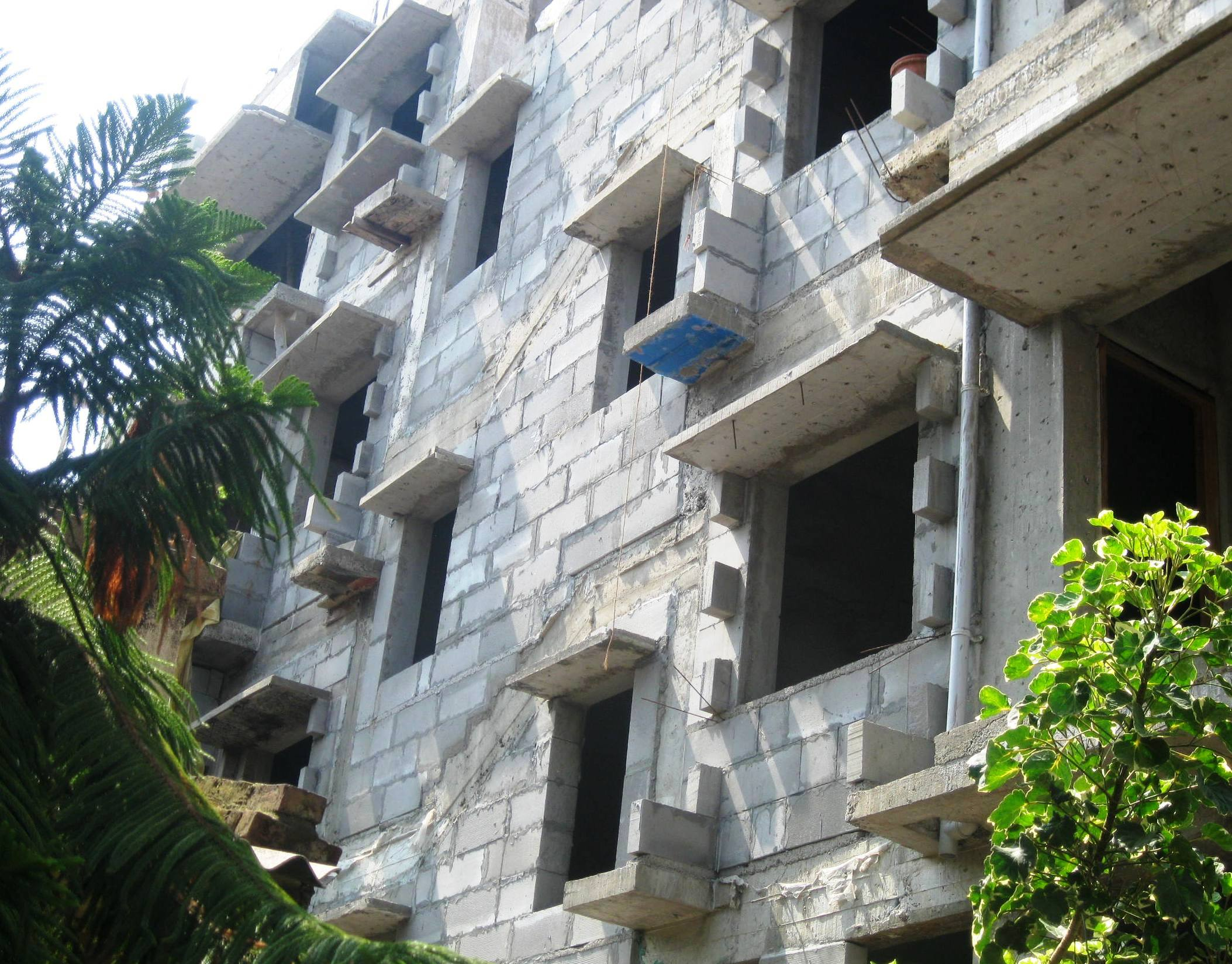
Een gebouw gebouwd met betonnen metselblokken.

Een betonblok is een meestal balkvormig stuk beton. In de bouwwereld gebruikt men specifiekere aanduidingen voor typen betonelementen. 
Betonblokken worden van gegoten  beton gemaakt. Het betonmengsel wordt aangevuld met zand en fijn grind voor zware blokken, en met vulkanisch materiaal voor lichtere blokken. Lichtgewichtblokken kunnen ook gemaakt worden van cellenbeton. 
Betonblokken kunnen met een of meer holten uitgevoerd worden om gewicht te besparen of isolatie te verbeteren. Het gebruik van blokken vergemakkelijkt het metselen in bijvoorbeeld halfsteensverband. De meeste betonblokken worden gemetseld, maar sommige betonblokken kunnen ook gelijmd worden met betonblokkenlijm.
Betonblokken zijn met name geschikt voor constructies met zware drukbelasting, zoals bijvoorbeeld huizen, zwembaden, maar ook nog veel grotere bouwwerken.
Betonblokken worden ook toegepast als versperring, en als golfbreker, bijvoorbeeld langs een havenhoofd.